# Henri Antchouet
Henri Arnaud Antchouet Rebienot (Libreville, 2 agosto 1979) è un ex calciatore gabonese, di ruolo attaccante.

## Carriera

### Club
Durante la sua carriera ha giocato con varie squadre di club, tra cui anche il Belenenses.
Il 15 giugno 2007 (quando giocava nel Larissa) gli fu inferta una squalifica di due anni per doping dalla federazione greca.

### Nazionale
Ha debuttato in nazionale il 27 febbraio 1999, in Sudafrica-Gabon (4-1), subentrando al minuto 68 a Stéphane Bounguedza. Ha messo a segno la sua prima rete con la maglia della nazionale il 7 novembre 1999, nell'amichevole Gabon-Guinea Equatoriale (4-0), siglando la rete del momentaneo 1-0 al minuto 41. Ha partecipato, con la nazionale, alla Coppa d'Africa 2000. Ha collezionato in totale, con la maglia della nazionale, 25 presenze e tre reti.

## Palmarès

### Club

#### Competizioni nazionali
- Campionato gabonese di calcio: 2

FC 105 Libreville: 1998, 1999
- Campionato saudita di calcio: 1

Al-Shabab: 2005-2006
- Campionato indiano di calcio: 1

Churchill Brothers: 2012-2013